# アルファ (マジック:ザ・ギャザリング)
アルファ（Alpha）はマジック:ザ・ギャザリングのカードセット。1993年8月にアメリカで発売された。全290種類。略記はLA、LEA。
アルファのカードは後に出たベータ以降のカードと形が違い、角が丸くなっている。

## 代表カード
- パワー9：Black Lotus、Mox　Pearl、Mox Sapphire、Mox Jet、Mox Ruby、Mox Emerald、Ancestral Recall、Time Walk、Timetwister。
- Boons：治癒の軟膏、Ancestral Recall、暗黒の儀式、稲妻、巨大化。その効果から「1:3カード」とも呼ばれるカード群。
- デュアル・ランド：Tundra、Underground Sea、Badlands、Taiga、Savannah、Scrubland、Bayou、Tropical Island、（Volcanic Island）、Plateau。
- Chaos Orb：マジック:ザ・ギャザリングの公式の大会で使えたカードの中で、2枚しかない「カードを投げる」という動作を伴うカードである。現在はすべての公式の大会で使用が禁止されている。